# Prix HSBC pour la photographie
Le prix HSBC pour la photographie est un prix décerné chaque année par la filiale française de la banque HSBC à deux photographes professionnels encore peu connus.

## Histoire
Le prix HSBC pour la photographie succède depuis 2005 à la Fondation CCF pour la photographie (créée en avril 1995 sous l'égide de la Fondation de France) à la suite de l'absorption du Crédit commercial de France par la banque britannique HSBC. 

## Missions et actions
Chaque année, le comité exécutif sélectionne deux photographes professionnels (contemporains et vivants, sans considération d’âge, de nationalité ou d'approche) travaillant sur la représentation du réel et n'ayant pas encore édité de monographie.
Le prix HSBC pour la photographie soutient ensuite les lauréats en organisant quatre expositions en France et/ou à l'étranger, coéditant leur premier ouvrage monographique avec les éditions Xavier Barral et en leur assurant l'acquisition de six œuvres minimum par HSBC France. 

## Lauréats par année
- 1996 : Éric Prinvault et Henry Ray
- 1997 : Bertrand Desprez et Jean François Campos
- 1998 : Milomir Kovačević et Seton Smith
- 1999 : Catherine Gfeller et Yoshiko Murakami
- 2000 : Carole Fékété et Valérie Belin
- 2001 : Jo Lansley, Helen Bendon et Franck Christen
- 2002 : Laurence Demaison et Rip Hopkins
- 2003 : Laurence Leblanc et Mathieu Bernard-Reymond
- 2004 : Patrick Taberna et Malala Andrialavidrazana
- 2005 : Éric Baudelaire et Birgitta Lund
- 2006 : Marina Gadonneix et le duo Clark et Pougnaud
- 2007 : Julia Fullerton-Batten et Matthew Pillsbury
- 2008 : Aurore Valade et Guillaume Lemarchal
- 2009 : Matthieu Gafsou et Grégoire Alexandre
- 2010 : Laurent Hopp et le duo Lucie & Simon
- 2011 : Alinka Echeverria et Xiao Zhang
- 2012 : Leonora Hamill et Éric Pillot
- 2013 : Cerise Doucède et Noémie Goudal
- 2014 : Delphine Burtin et Akiko Takizawa[1]
- 2015 : Maia Flore et Guillaume Martial
- 2016 : Christian Vium et Marta Zgierska[2]
- 2017 : Laura Pannack et Mélanie Wenger[3]
- 2018 : Antoine Bruy et Petros Efstathiadis
- 2019 : Dominique Teufen et Nuno Andrade[4],[5]
- 2020 : Louise Honée et Charlotte Mano
- 2021 : Aassmaa Akhannouch et Cyrus Cornut[6].